# Collonge-en-Charollais
Collonge-en-Charollais ist eine französische Gemeinde mit 150 Einwohnern (Stand: 1. Januar 2022) im Département Saône-et-Loire in der Region Bourgogne-Franche-Comté (vor 2016 Bourgogne); sie gehört zum Arrondissement Chalon-sur-Saône (bis 2017: Arrondissement Charolles) und ist Teil des Kantons Blanzy (bis 2015 La Guiche). 

## Geografie
Collonge-en-Charollais liegt etwa 30 Kilometer südwestlich von Chalon-sur-Saône. Umgeben wird Collonge-en-Charollais von den Nachbargemeinden Saint-Micaud im Norden, Genouilly im Osten, Joncy im Süden und Südosten, Mary im Süden und Südwesten sowie Mont-Saint-Vincent im Westen.

## Bevölkerungsentwicklung
| Jahr                      | 1936 | 1954 | 1962 | 1968 | 1975 | 1982 | 1990 | 1999 | 2006 | 2013 |
| Einwohner                 | 236  | 207  | 182  | 150  | 168  | 151  | 134  | 117  | 120  | 144  |
| Quelle: Cassini und INSEE |      |      |      |      |      |      |      |      |      |      |

## Sehenswürdigkeiten

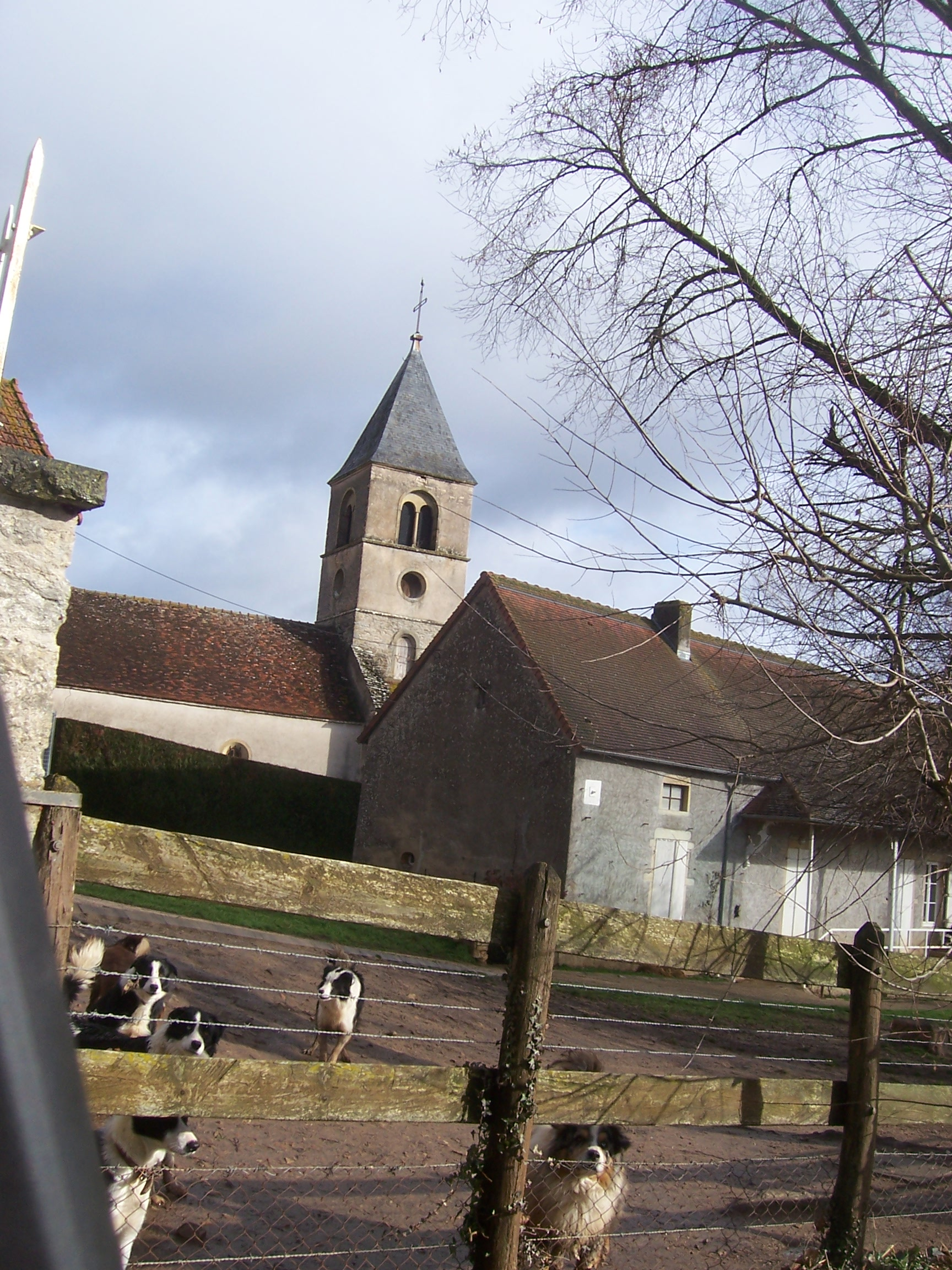
Kirche Saint-Étienne

- Kirche Saint-Étienne